# Baton Rouge (U-Boot)
Die USS Baton Rouge (SSN-689) war ein Atom-U-Boot der United States Navy und gehörte der Los-Angeles-Klasse an. Sie ist benannt nach der Stadt Baton Rouge in Louisiana.

## Geschichte
Die Baton Rouge lief am 26. April 1975 vom Stapel der Newport News Shipbuilding, am 25. Juni 1977 wurde sie der United States Navy übergeben. 1978 fand bei NNS die sechsmonatige Post-Shakedown-Werftliegezeit statt. Ende des Jahres verließ das U-Boot die US-Küste und verlegte ins Mittelmeer, wo es am 1. November in La Maddalena anlegte. 1979 nahm die Baton Rouge an der NATO-Übung Operation Ocean Safari in der Nordsee teil.

### Zusammenstoß
Am 11. Februar 1992 befand sich die Baton Rouge auf einer Patrouillenfahrt vor der Insel Kildin nahe Seweromorsk auf der Halbinsel Kola. Dort stieß sie in getauchtem Zustand mit dem russischen U-Boot B-276 der Sierra-Klasse zusammen. Dabei lief die B-276 von unten auf die Baton Rouge auf. Boris Jelzin beschwerte sich daraufhin öffentlich über die Operationen der US Navy nahe den russischen Hoheitsgewässern, und die Navy gab erstmals überhaupt öffentlich zu, dass eine Kollision stattgefunden hatte.

### Außerdienststellung
Weniger als zwei Jahre später wurde die Baton Rouge als erstes der Los-Angeles-Boote außer Dienst gestellt. Das Schiff war damit nur knapp über 17 Jahre in Dienst, vorgesehen waren ursprünglich bis zu 30 Jahre. Das nun ex-Baton Rouge heißende Schiff wurde bis zum 30. September 1997 im Ship-Submarine Recycling Program in der Puget Sound Naval Shipyard zerlegt.